# Туберкулоза
Туберкулоза (јектика, сушица; тур. verem — верем), заразна је болест коју изазива бактерија Mycobacterium tuberculosis.
Деведесет посто свих заражених има латентни облик болести без изражених симптома. Сваке године од туберкулозе умире два милиона људи, што чини туберкулозу најсмртоноснијом заразном болешћу после сиде.
Класични симптоми активне ТБ инфекције су хроничан кашаљ са крвавим испљувком, повишена температура, ноћно знојење и мршављење. (ТБ се некада називала „сушица“ због тога што су заражене особе губиле тежину.) Инфекција других органа изазива различите симптоме. Дијагноза активне ТБ ослања се на радиологију (најчешће рендгенски снимак плућа), као и микроскопско испитивање и микробиолошку анализу телесних течности. Дијагноза латентне ТБ се ослања на туберкулински кожни тест (ТСТ) и анализе крви. Лечење је тешко и захтева узимање више антибиотика током дужег периода. Особе са којима је контактирано се такође проверавају и по потреби лече. Отпорност на антибиотике је све већи проблем код инфекција мултирезистентне туберкулозе (МДР-ТБ). Да би се спречила појава ТБ, људи се морају тестирати на ову болест и вакцинисати вакцином .
Стручњаци сматрају да је једна трећина светске популације заражена бактеријом „M. tuberculosis“, док је брзина појављивања нових инфекција једна у секунди. Процењује се да је 2007. на глобалном нивоу било активно 13,7 милиона хроничних случајева. Током 2010. се, по процени, појавило 8,8 милиона нових случајева, као и 1,5 милиона повезаних смртних случајева, углавном у земљама у развоју. Апсолутан број случајева туберкулозе опада од 2006, док број нових случајева опада од 2002. Туберкулоза није равномерно распрострањена у свету. Позитивне резултате на туберкулинским тестовима добија око 80% становништва у многим азијским и афричким земљама, док Сједињеним Државама исти резултат добија само 5–10% становништва. Туберкулозу чешће добијају становници земаља у развоју због слабијег имунитета. Ове особе обично добијају туберкулозу зато што су заражене вирусом ХИВ-а, након чега добијају сиду.
Туберкулоза је била описивана у још у древним медицинским текстовима, али је тек у 19. веку идентификована као посебна болест. Подстицај истраживању је била индустријска револуција и нагли прилив становништва у градове где се болест почела брзо ширити међу сиромашним радницима. Туберкулоза је, слично као и колера, довела до преиспитивања хигијенских навика у сврху превенције.
Немачки доктор Роберт Кох је, 24. марта 1882, открио узрочника туберкулозе. Тек је откриће антибиотика 1946. године омогућило адекватно лечење. Дуго се сматрало да ће туберкулоза с временом бити искорењена, али је то мишљење у последње време драстично промењено. Разлог томе је интензивирање протока људи који шире заразу, епидемија сиде која слаби имунолошки систем болесника и откриће врста бактерија које су отпорне на антибиотике.

## Знакови и симптоми
Туберкулозом се може заразити било који део тела, но најчешће до заразе долази у плућима (плућна туберкулоза). До екстрапулмоналне туберкулозе долази кад се жариште инфекције налази ван плућа, а екстрапулмонална туберкулоза може постојати истовремено с плућном. Општи знакови и симптоми су грозница, дрхтавица, ноћно знојење, губитак апетита, мршављење и замор.

### Плућна туберкулоза
Уколико се особа зарази туберкулозом, у чак око 90% болесника инфекција захвата плућа. Симптоми могу бити бол у грудима и дуготрајан кашаљ праћен искашљајем. Око 25% болесника нема никакве симптоме (односно, болест је “асимптоматска”). Специфично посебно за туберкулозу је да се често у искашљају налази мала количина крви (в. искашљавање крви). У ретким случајевима, болест може оштетити плућне артерије, изазивајући обилно крварење које се назива Расмусенова анеуризма. Туберкулоза може прећи у хроничну болест и изазвати опсежне ожиљке у горњим режњевима плућа. Горњи режњеви су уједно и најчешће захваћени болешћу. Разлог томе је непознат, али се сматра да се можда ради о томе да је струјање ваздуха у горњим режњевима плућа изразитије него у доњима, или је узрок слабији проток лимфе.

### Екстрапулмонална туберкулоза
У 15–20% случајева активне болести, долази до расапа ван дисајног система, што узрокује друге облике туберкулозе. Туберкулоза ван дисајног система се назива “екстрапулмоналном туберкулозом”. Екстрапулмонална туберкулоза се чешће развија код имуносупримираних особа и код мале деце. До екстрапулмоналне туберкулозе долази у више од 50% болесника заражених ХИВ-ом. Најчешћа места на којима се екстрапулмонална туберкулоза појављује су плућна марамица (туберкулозни плеуритис), централни нервни систем (туберкулозни менингитис), и лимфни чворови (шкрофуле на врату). Екстрапулмонална туберкулоза може захватити мокраћни или репродуктивни систем (урогенитална туберкулоза), потом кости и зглобове (Потова болест кичме), као и друге локализације у телу. Кад се болест прошири на кости, назива се „коштаном туберкулозом“, која представља облик остеомијелитиса. Потенцијално опаснији, по телу проширенији облик ТБЦ назива се дисеминирана туберкулоза, познатом и под називом милијарна туберкулоза. Милијарна туберкулоза представља око 10% случајева екстрапулмоналне болести.

## Узроци

### Микобактерије
Главни узрочник ТБ је Mycobacterium tuberculosis, мали, аеробни непокретни бацил. Многе јединствене клиничке карактеристике овог патогена изазива његов висок садржај липида. Ако се обави бојење по Граму, МТБ се веома слабо показује као „Грам-позитивна“ или не задржава боју због тога што зид ћелије има висок садржај липида и миколинске киселине. МТБ може да издржи слаба средства за дезинфекцију и недељама може да преживи у сувом стању. У природи, бактерија може да расте само у ћелијама организма домаћина, али „M. tuberculosis“ се може узгајати у лабораторији.
Помоћу хистолошког бојења искашљаних узорака шлајма, научници могу да идентификују МТБ под стандардним (светлосним) микроскопом. (Шлајм се назива и „испљувак“.) МТБ задржава извесне боје чак и након третирања киселим раствором, тако да се класификује као бацил отпоран на киселине (АФБ). Најчешће су две технике бојења код отпорности на киселине: бојење по Цијел-Нилсену, које боји АФБ бактерије светлоцрвено, тако да јасно одударају од плаве позадине, и бојење орамин-родамином праћено флуоресцентном микроскопијом.
M. tuberculosis комплекс (МТБЦ) обухвата још четири микобактерије које изазивају ТБ: M. bovis, M. africanum, M. canetti и M. microti. M. africanum није распрострањена, али је значајан узрочник туберкулозе у неким деловима Африке. M. bovis је била значајан узрочник туберкулозе, али је увођење пастеризованог млека значајно елиминисало ову микобактерију као проблем јавног здравља у развијеним земљама. M. canetti је ретка и изгледа да се јавља само на Афричком рогу, иако се неколико случајева јавило и код афричких емиграната. M. microti је такође редак и углавном се јавља код људи који пате од имунодефицијенције, али се овај патоген можда јавља чешће него што мислимо.
У друге познате патогене микобактерије спадају: ,  и . Последње две врсте се класификују као „нетуберкулозне микобактерије“ (НТМ). НТМ не изазивају ТБ нити лепру, али изазивају плућне болести које личе на ТБ.

### Фактори ризика
Неколико фактора чини људе подложнијим ТБЦ инфекцијама. Начелно, најзначајнији фактор ризика је ХИВ; 13% свих случајева оболелих од ТБЦ-а инфицирано је вирусом ХИВ-а. Овај проблем је уобичајен у подручју подсахарске Африке, где су стопе ХИВ-а високе. Међу људима без ХИВ-а који су инфицирани туберкулозом, око 5–10% развије активну болест током њиховог животног века; у контрасту с тим, 30% осова коинфицираних са ХИВ развије активну болест.
Туберкулоза је у блиској вези са пренасељеношћу и лошом исхраном. Ова веза чини ТБЦ једном од главних болести сиромашних. Следећи типови људи су у групи високог ризика у погледу ТБЦ инфекција: особе које убризгавају забрањене дроге, становници и запослени на местима где се окупљају подложне групе људи (на пример, затвори и склоништа за бескућнике), сиромашни људи који немају одговарајућу здравствену заштиту, високоризичне етничке мањине, деца која су у блиском контакту са високоризичним особама, као и здравствени радници који опслужују ове пацијенте. Још један значајан фактор ризика је хронична болест плућа. Силикоза повећава ризик око 30 пута. Код људи који пуше цигарете ризик од ТБЦ-а је скоро двоструко већи него код непушача. Нека друга стања болести такође могу да повећају ризик од развоја туберкулозе, укључујући алкохолизам и дијабетес (троструки ризик). Неки медикаменти, као што су кортикостероиди и инфликсимаб (анти-ТНФ-алфа моноклонско антитело) су изузетно велики фактори ризика, посебно у развијеним земљама. Такође, постоји и генетска склоност, али научници нису дефинисали њен значај.

## Механизам

### Преношење
Када особе са активним плућним ТБЦ-ом кашљу, кијају, говоре, певају или пљуну, оне избацују заразне аеросол капљице пречника 0,5 до 5 µm. Једним кијањем се може ослободити до 40.000 капљица. Свака капљица може да пренесе болест, јер је инфективна доза туберкулозе врло ниска. (Особа која удахне мање од 10 бактерија може се заразити).
Људи који су у дужем, честом или блиском контакту са особама са ТБЦ-ом имају висок ризик од инфицирања, са процењеном стопом инфекције од 22%. Једна особа са активном али нелеченом туберкулозом може да зарази 10–15 (или више) других особа годишње. Обично једино особе са активном ТБЦ преносе болест. Особе са латентном инфекцијом се не сматрају заразним. Вероватноћа преношења са особе на особу зависи од неколико чинилаца. Међу овим чиниоцима су број заразних капљица које носилац избацује, ефикасност проветравања окружења у коме се особа налази, дужина изложености, вируленција соја M. tuberkulozis, као и ниво имунитета неинфициране особе. Да би се спречила каскада ширења са особе на особу, треба одвојити људе са активном („отвореном“) ТБЦ и ставити их на режим са антитуберкулинским лековима. После око две недеље ефикасне терапије, особе са нерезистентним активним инфекцијама обично више нису заразне за друге. Уколико се неко ипак инфицира, обично је потребно три до четири недеље, пре него што новозаражена особа постане довољно инфективна, да преноси болест другима.

### Патогенеза
Код око 90% људи инфицираних са M. tuberculosis јавља се асимптоматска, латентна ТБЦ инфекција (понекад називана ЛТБИ). Код ових особа постоји свега 10% вероватноће да ће током живота латентна инфекција напредовати у отворену, активну форму туберкулозе. Код особа са ХИВ-ом, ризик да ће се развити активна ТБЦ расте на скоро 10% годишње. Уколико се не примењује ефикасна терапија, стопа смртности код случајева активне ТБЦ је до 66%.
ТБЦ инфекција почиње онда када микобактерије стигну у плућне алвеоле, где продиру и реплицирају се унутар ендозома алвеоларних макрофага. Примарно место инфекције у плућима, познато као „Гоново жариште“, налази се или у горњем делу доњег режња, или у доњем делу горњег режња. Туберкулоза плућа такође може настати путем инфекције из крвотока, што је познато као Сајмоново жариште. Инфекција Сајмоново жариште је карактеристична за горњи део плућног крила. Овим хематогеним путем може такође доћи до ширења инфекције до удаљенијих места, као што су периферни лимфни чворови, бубрези, мозак и кости. Туберкулоза напада све делове тела, мада су из непознатих разлога ретко предмет напада срце, скелетни мишићи, панкреас и штитна жлезда.
Туберкулоза је сврстана у једну од грануломатозних упалних болести. Макрофаги, Т лимфоцити, Б лимфоцити и фибробласти су међу ћелијама које подлежу агрегацији да би се формирали грануломи. Лимфоцити окружују инфициране макрофаге. Гранулом спречава ширење микобактерија и обезбеђује локалну средину за интеракцију ћелија имуног система. Бактерије унутар гранулома могу да постану успаване, што резултује латентном инфекцијом. Још једна карактеристика гранулома је развој абнормалне смрти ћелије (некроза) у средишту туберкула. Голим оком виђена, ова некроза има текстуру меког белог сира и назива се казеозна некроза.
ТБЦ бактерије могу да уђу у крвоток из дела оштећеног ткива. Могу да се шире кроз тело и да формирају више жаришта инфекције, што се испољава у виду сићушних, белих туберкула у ткиву. Овај тежак облик ТБЦ болести се назива милијарна туберкулоза. Овај облик ТБЦ-а је најчешћи код млађе деце и особа са ХИВ-ом. Код особа оболелих од ове распрострањене ТБЦ висока је стопа смртности чак и ако се болест лечи (око 30%).
Код већине људи инфекција наизменично напредује и слаби. Разарање ткива и некрозу често уравнотежавају лечење и фиброза. На месту захваћеног ткива се ствара ожиљак и каверна испуњена казеозним некротичним материјалом. Током активне болести, неке од ових каверни захватају ваздушне путеве бронхије па се овај материјал може искашљати. Овај материјал садржи живе бактерије и може да шири инфекцију. Лечење одговарајућим антибиотицима убија бактерије и омогућава процес лечења. Када се болест лечи, на месту захваћених подручја ствара се ткиво ожиљка.

## Дијагноза

### Активна туберкулоза
Тешко је поставити дијагнозу активне туберкулозе само на основу знакова и симптома. Такође, тешко је дијагностиковати болест код особа које су имуносупресивне. Међутим, особе код којих се јаве знаци болести плућа или конституционални симптоми који трају дуже од две недеље, могле би имати ТБЦ. Рендген плућа и вишеструка култура спутума на бациле отпорне на киселине уобичајена су испитивања код почетне процене. Тестови ослобађања интерферона-гама (IGRA) и туберкулински кожни тестови нису од користи у земљама у развоју. IGRA-тестови имају слична ограничења код особа са ХИВ-ом.
Коначна дијагноза ТБЦ-а се поставља када се M. tuberculosis идентификује у клиничком узорку (на пример, испљувак, гној или биопсија ткива). Међутим, тежак поступак култивисања овог спорорастућег организма може да траје од две до шест недеља код културе крви или спутума. Из тог разлога, лечење се често започиње пре него што су културе потврђене.
Тестови амплификације нуклеинских киселина и тестирање аденозинске деаминазе може брзо дати дијагнозу ТБЦ-а. Међутим, ови тестови се не препоручују рутински, због тога што ретко доводе до промене начина лечења пацијента. Тестови крви за детекцију антитела нису специфични или сензитивни, па се стога не препоручују.

### Латентна туберкулоза
Манту туберкулинска кожна проба се често користи као скрининг код особа које су у групи високог ризика за појаву ТБЦ-а. Код особа које су претходно имунизоване може се јавити лажно позитиван резултат теста. Тест може бити лажно негативан код особа код којих је присутна саркоидоза, Хочкинов лимфом и неухрањеност. Оно што је најважније, тест може бити лажно негативан код особа које заиста имају активну туберкулозу. Тестови ослобађања интерферона гама (IGRA) на узорку крви препоручују се особама које су позитивне на Манту пробу. На IGRA-тестове не утиче имунизација и већина микобактерија из окружења, па они дају мање лажно позитивних резултата. Међутим, на њих утичу M. szulgai, M. marinum, и M. kansasii. Сензитивност IGRA-тестова се може повећати када се користе као допуна кожне пробе. Међутим, када се користе самостално, IGRA-тестови могу бити мање сензитивни од кожне пробе.

## Превенција
Напори за спречавање и контролу туберкулозе се ослањају на вакцинацију беба, као и детекцију и одговарајући начин лечења активних случајева. Светска здравствена организација (СЗО) постигла је известан успех побољшаним режимима лечења. Уочено је извесно смањење броја случајева.

### Вакцине
До 2011. године, једина доступна вакцина је бацил Калмет-Герина (акроним: бе-се-же). Бе-се-же је ефикасан против дисеминоване болести у детињству, али пружа инконзистентну заштиту од добијања плућне ТБЦ. Упркос томе, ово је највише коришћена вакцина у свету, са више од 90% укупног броја деце која се вакцинишу. Међутим, имунитет који она индукује опада после око десет година. Туберкулоза се ретко јавља у већем делу Канаде, Уједињеном Краљевству и Сједињеним Државама, па се бе-се-же примењује једино код особа које су у групи високог ризика. Један од разлога да се не користи вакцина је тај што она чини лажно позитивним туберкулински кожни тест , па је онда овај тест бескористан у скринингу болести. Нове вакцине су у фази развоја.

### Јавно здравље
Светска здравствена организација је прогласила ТБЦ „глобалном здравственом опасношћу“ 1993. године. У 2006. години, Партнерство за заустављање ТБЦ-а (енгл. Stop TB Partnership) развило је Глобални план за заустављање туберкулозе са циљем да се спаси 14 милиона живота до 2015. Неки од постављених циљева вероватно неће бити достигнути до 2015. године, највећим делом због повећаног броја случајева туберкулозе повезане са ХИВ-ом и појаве мултирезистентне туберкулозе (MDR-TB). Класификација туберкулозе, систем који је развило Америчко торакално друштво, користи се у програмима јавног здравља.

## Надзор
У лечењу ТБЦ-а се користе антибиотици да би се убиле бактерије. Ефикасан начин лечења ТБЦ-а је тежак због необичне структуре и хемијског састава микобактеријског ћелијског зида. Ћелијски зид спречава улазак лекова и чини многе антибиотике неефикасним. Два најчешће коришћена антибиотика су изониазид и рифампицин, а терапија може трајати месецима. При лечењу латентне ТБЦ обично се користи један антибиотик. Активни облик ТБЦ болести се најбоље лечи применом комбинације неколико антибиотика да би се смањио ризик од развоја антибиотске резистенције код бактерија. Особе са латентним инфекцијама се такође лече да би се спречио развој активне ТБЦ код њих касније у животу. СЗО препоручује лечење под директним надзором. Код овог начина лечења, здравствени радник пази да пацијент узима своје лекове. Циљ је да се смањи број људи који не узимају антибиотике на одговарајући начин. Међутим, мало је доказа који би подржали лечење под директним надзором. Ефикасне су оне методе које подсећају људе да је лечење важно.

### Нови случајеви
До 2010. године, препоручена терапија за нове случајеве плућне туберкулозе је примена комбинације антибиотика у трајању од шест месеци. У прва два месеца дају се рифампицин, изониазид, пиразинамид и етамбутол. У последња четири месеца дају се само рифампицин и изониазид. Онда када постоји висока резистенција на изониазид, уместо њега се може користити етамбутол у последња четири месеца.

### Рекурентна болест
Ако се туберкулоза поново врати, урадити тестове за одређивање сензитивности болести на антибиотике пре одређивања терапије. Уколико се открије мултирезистентна ТБЦ (MDR-TB), препоручује се терапија са барем четири ефикасна антибиотика у трајању од 18–24 месеца.

### Резистенција на лекове
Примарна резистенција се јавља онда када се особа зарази резистентном врстом ТБЦ-а. Код особе са потпуно осетљивом ТБЦ може се развити секундарна (стечена) резистенција за време терапије. Код особе се може развити секундарна резистенција због неодговарајућег начина лечења, уколико не спроводи прописани режим на одговарајући начин (непридржавање ), или уколико користи лек лошег квалитета. ТБЦ резистентна на лекове је озбиљан јавни здравствени проблем у многим земљама у развоју. Лечење ТБЦ резистентне на лекове је дуготрајније и захтева скупље лекове. MDR-TB се дефинише као резистенција на два најефикаснија лека прве линије за ТБЦ: рифампицин и изониазид. Екстензивно резистентна ТБЦ је такође резистентна на три или више од шест класа лекова друге линије. Потпуно резистентна ТБЦ је резистентна на све лекове који се тренутно користе. Потпуно резистентна ТБЦ је први пут примећена 2003. у Италији, али се о њој није ништа шире извештавало до 2012.

## Прогноза
- no data
- ≤10
- ≥10–25
- ≥25–50
- ≥50–75
- ≥75–100
- ≥100–250
- ≥250–500
- ≥500–750
- ≥750–1000
- ≥1000–2000
- ≥2000–3000
- ≥ 3000

Прогресија од ТБЦ инфекције до отвореног облика ТБЦ болести се дешава онда када бацили савладају одбрану имуног система и почну да се размножавају. Код примарне ТБЦ болести (неких 1–5% случајева), до напредовања долази убрзо после иницијалне инфекције. Међутим, у већини случајева латентна инфекција се јавља без очигледних симптома. Ови „успавани“ бацили стварају активну туберкулозу у 5—10% латентних случајева, а то се често дешава много година после инфицирања.
Ризик од реактивације расте са имуносупресијом, попут оне изазване ХИВ инфекцијом. Код особа коинфицираних са M. tuberculosis и ХИВ-ом, ризик од реактивације расте на 10% годишње. Студије које користе ДНК технику отиска прста код бактерије M. tuberculosis показују да реинфекција узрокује рекурентну ТБЦ много чешће него што се раније мислило. Реинфекције могу да чине више од 50% реактивираних случајева у подручјима где је ТБЦ уобичајена. Вероватноћа умирања од туберкулозе је износила око 4% 2008. године, што је пад са 8% из 1995.

## Епидемиологија
Отприлике једна трећина светске популације је заражена бактеријом M. tuberculosis. Једна нова инфекција се деси сваке секунде на глобалном нивоу. Међутим, већина инфекција бактеријом M. tuberculosis не изазива туберкулозу, и 90—95% свих инфекција остане без симптома. Процењено је да је У 2007. години било 13,7 милиона хроничних активних случајева. У 2010. години дијагностиковано је 8,8 милиона нових случајева туберкулозе, од чега 1,45 милиона смртних случајева, већином у земљама у развоју. Од ових 1,45 милиона смртних случајева, око 0,35 милиона се јави код особа које су коинфициране ХИВ-ом.
Туберкулоза је на другом месту међу најчешћим узрочницима смрти од инфективних болести (после смртних случајева услед ХИВ-а/сиде). Апсолутни број случајева туберкулозе („преваленца“) је у опадању од 2005. године. Смањен је број нових случајева туберкулозе („инциденца“) од 2002. Кина је постигла нарочито драматичан напредак. Кина је смањила своју стопу морталитета од ТБЦ-а за приближно 80% између 1990. и 2010. године. Туберкулоза је чешћа у земљама у развоју. Око 80% становништва у многим азијским и афричким земљама је позитивно при туберкулинским тестовима, док је у САД само 5–10% становништва тест позитивно. Стручњаци су се надали да ће се бити могућа комплетна контрола ТБЦ-а. Међутим, има неколико чинилаца који потпуну контролу ТБЦ-а чине мало вероватном. Тешко је развити ефикасну вакцину. Скупо је и захтева време да се постави дијагноза болести. Лечење траје више месеци. Већи број људи са ХИВ-ом добија ТБЦ. Туберкулоза резистентна на лекове се појавила 1980-их.
У 2007. години, земља са највећом процењеном стопом инциденце од туберкулозе био је Свазиленд, са 1.200 случајева на 100.000 људи. Индија је имала највећу укупну инциденцу, са процењених 2,0 милиона нових случајева. У развијеним земљама, туберкулоза је ређа и налази се углавном у урбаним срединама. У 2010. години, стопе туберкулозе на 100.000 људи у разним подручјима света биле су: глобално 178, Африка 332, Америка 36, Источни Медитеран 173, Европа 63, Југоисточна Азија 278 и Западни Пацифик 139. У Канади и Аустралији туберкулоза је много пута учесталија међу абориџинским народом, посебно у удаљенијим крајевима. У Сједињеним Државама, Абориџини имају пет пута већи морталитет од ТБЦ-а.
Инциденца ТБЦ-а варира са старошћу. У Африци она примарно погађа особе старости између 12 и 18 година и млађе одрасле особе. Међутим, у земљама где је стопа инциденце драстично опала (као што су Сједињене Државе), ТБЦ је углавном болест старијих људи и особа са смањеним имуним системом.

## Историјат
Туберкулоза је присутна код људске расе још од давнина. Најраније доказано откриће „микобактерије туберкулозе“ односи се на остатке бизона који су стари више од 17.000 година. Међутим, није јасно да ли туберкулоза води порекло од говеда, па је затим пренесена на човека, или је и код говеда и код човека дошла од заједничког претка. Научници су веровали да је човек добио КMБТ од животиња током њиховог припитомљавања. Међутим, гени комплекса M. tuberculosis (КMБТ) код човека су упоређивани са КMБТ-е код животиња, чиме је доказано да је та теорија погрешна. Обе врсте бактерије туберкулозе имају заједничког предка преко којег су се могли инфицирати људи још у Неолитској револуцији. Скелетни остаци показују да је праисторијски човек (40. век п. н. е.) имао TБЦ. Истраживачи су открили труљење у кичмама Египатских мумије које датирају из периода између 3000 и 2400. година п. н. е. „Фтизис“ је грчка реч за “сушицу,” што је стари термин за туберкулозу плућа. Око 460. п. н. е.иста, Хипократ је идентификовао сушицу као најраспрострањенију болест тог времена. Људи који су имали сушицу имали су температуру и искашљавали крв. Сушица је скоро увек имала смртни исход. Генетска истраживања говоре да је ТБЦ била присутна у Америкама почев од око 100. године нове ере.
Пре индустријске револуције, у народном веровању, туберкулоза је увек повезивана са вампирима. Када би неки члан породице умро од ње, остали инфицирани чланови породице би полако губили своје здравље. Људи су веровали да је особа која је прва добила ТБЦ исисавала живот из осталих чланова породице.
Плућни облик болести који је повезан са туберкулима установио је Ричард Мортон 1689. Међутим, ТБЦ је имала читаву лепезу разних симптома, тако да је она није била идентификована као посебна болест све до 1820-их. Назив туберкулоза тек јој је дао  1839. Између 1838. и 1845. године Џон Кроган, власник Мамутске пећине, доводио је људе оболеле од туберкулозе у пећину у нади да ће болест излечити константном температуром и чистим ваздухом у пећини: они би умирали у року од годину дана. Херман Бремер је отворио први ТБЦ санаторијум 1859. у Соколовском.
Бацил који проузрокује туберкулозу, Mycobacterium tuberculosis, идентификован је и описан 24. марта 1882. године од стране Роберта Коха. За ово откриће он је добио Нобелову награду за психологију односно медицину 1905. године. Кох није веровао да су, туберкулоза код говеда и туберкулоза код људи сличне болести. Ово веровање је одложило признање да је инфицирано млеко извор инфекције. Касније је ризик од преноса болести из овог извора драматично смањен увођењем поступка пастеризације. Кох је 1890. године објавио да је екстракт глицеринa из туберкулозних бацила „лек“ за туберкулозу. Он га је назвао „туберкулин“. Мада „туберкулин“ није био ефикасан, он је био прилагођен за обављање теста помоћу којег се контролисало присуство претходних симптома туберкулозе.
Албер Калмет и Камиј Герин су први успешно обавили имунизацију против туберкулозе 1906. године. Они су употребили разблажен исцедак туберкулозе са говеда и назвали га БСГ вакцином (бацил Калмет и Герин). Бе-се-же вакцина је први пут примењена на људима 1921. године у Француској. Међутим, БСГ вакцина је широко прихваћена само у САД, Уједињеном Краљевству, и Немачкој после Другог светског рата.
Туберкулоза је изазвала веома распрострањену забринутост јавности у 19. и раном 20. веку као једна ендемска болест сиромашног урбаног становништва. У 1815. години свака четврта смрт у Енглеској била је услед „сушице“. До 1918. године, ТБЦ је била узрок смрти сваког шестог Француза. Пошто су 1880-их научници ову болест прогласили заразном, у Британији је ТБЦ стављена на списак болести које је неопходно пријавити. Кампања је почела тако што је забрањивано пљување на јавним местима а инфицирани сиромашни људи били су „охрабривани“ да иду у санаторијуме који су личили на затворе. (Санаторијуми за средњу класу и класу богатих нудили су одличну негу и стални лекарски надзор.) Санаторијуми су наводно пружали благотворни „свеж ваздух“ и радну активност. Али, чак и у најбољим условима, 50% људи који су долазили у санаторијуме са најбољим условима, умирало је у року од 5 година (ca. 1916).
У Европи, стопа оболевања од туберкулозе почела је да расте у раним 1600-им. ТБЦ је достигла свој максимум у Европи у 1800-им и на њу је отпадало 25% свих смртних исхода. Потом је смртност смањена за близу 90% све до 1950-их. Побољшање јавног здравља значајно је смањило стопу оболевања од туберкулозе чак и пре него што је почела примена стрептомицинa и других антибиотика. Но, и поред тога, ова болест је и даље остала претња за јавно здравље. Када је 1913. године у Британији формирано Медицинско истраживачко Веће у жижи његовог интересовања нашла су се истраживања у вези са туберкулозом. У Београду је врхунац смртности био 1910. са 867 случајева на 100.000 становника, затим око 700 почетком 1920-тих, уз даље опадање (231 у 1935).
Године 1946, усавршавање антибиотика стрептомицинa учинило је да лечење и излечење ТБЦ-а постане стварност. Пре него што је овај лек био уведен, једини начин лечења (осим санаторијума) била је хируршка интервенција. Техником под називом „пнеумоторакс" извлачио би се ваздух из једног инфицираног плућног крила чиме се то крило искључивало из функције и остављало да се „одмори“ па се тако лакше лечио инфицирани део.
Хитност решавања проблема MР-TБЦ поново је увела хирургију као опцију унутар прихваћених стандарда у лечењу ТБЦ инфекција. Актуелним хируршким интервенцијама уклањају се патолошке грудне каверне („буле“) у плућима у циљу смањења броја бактерија и продужетка деловања лекова на преостале бактерије у крвотоку. Овом интервенцијом се истовремено смањује укупно оптерећење бактеријама и повећава ефикасност систематске антибиотске терапије. Иако су се стручњаци надали да ће у потпуности елиминисати ТБЦ (као и велике богиње), пораст броја врста ТБЦ-а које су отпорне на лекове у 1980-им, учинио је да елиминација ТБЦ-а буде мање вероватна. Најновији повратак туберкулозе натерао је Светску здравствену организацију да 1993. године донесе декларацију којом се тражи хитно решавање проблема на глобалном нивоу.

## Друштво и култура
Светска здравствена организација и Фондација Бил и Мелинда Гејтс спонзоришу нови тест за брзу дијагнозу који ће се користити у слабо и у средње развијеним земљама. И у 2011. години многа сиромашна места још увек имају на располагању само приступ микроскопском прегледу пљувачке.
Године 2010. Индија је имала највећи број оболелих од ТБЦ у свету. Један од узрока толиког броја оболелих било је и недовољно успешно лечење у приватном здравственом сектору. Програми као што је Ревидирани национални програм контроле туберкулозе помажу да се смањи број оболелих од ТБЦ-а међу људима који се лече у државном сектору.

## Истраживање
БСГ вакцина има и својих недостатака па је зато у току истраживање које би помогло њеном усавршавању. Неколико потенцијалних нових вакцина су сада у фази I и II клиничког тестирања. Постоје два главна приступа у покушају да се унапреди ефикасност расположивих вакцина. Један приступ се односи на додавању подјединице БСГ вакцини. Другом стратегијом се покушавају створити нове и боље живе вакцине. MВA85A је један пример подјединице вакцине која се сада тестира у Јужној Африци. MВA85A се заснива на генетски модификованом Vaccinia вирусу. Постоји нада да ће вакцине одиграти значајну улогу у лечењу латентне и активне болести.
Да би подстакли будућа открића, истраживачи и доносиоци прописа промовишу нове економске моделе усавршавања вакцина, укључујући ту и цену, подстицајне порезе и напредне тржишне обавезе. Неколико група је укључено у ово истраживање, укључујући и Партнерство за заустављање ТБЦ-а, Јужноафричку иницијативу за туберкулозу и Глобалну фондацију за ТБ вакцину. Глобална фондација за ТБЦ вакцину добила је више од 280 милиона (америчких долара) од Фондације Бил и Мелинда Гејтс како би могла да развије и лиценцира унапређену вакцину против туберкулозе за коришћење у најугроженијим државама.

## Код других животиња
Микобактерија инфицира многе различите врсте животиња, укључујући ту и птице, глодаре, и рептиле. Подврста Mycobacterium tuberculosis је ретко присутна код дивљих животиња. Напор да се искорени туберкулоза код говеда коју изазива Mycobacterium bovis из крда стоке и јелена на Новом Зеланду био је релативно успешан. Напори у Великој Британији су били мање успешни.